# Bedwetters
Bedwetters est un groupe de pop punk estonien, originaire de Pärnu. Formé en septembre 2004, ils sont reconnus au printemps 2007, en remportant un concours de groupes de jeunes en Estonie créé par la société Zen. Grâce à cette victoire, le groupe réalise un clip pour MTV, et remporte le New Sounds of Europe aux MTV Europe Music Award 2007, à Munich. Le groupe travaillera à la réalisation de son premier album. Il se sépare en 2013.

## Biographie
Le meilleur prix remporté par les Bedwetters sera sas doute la possibilité de tourner un clip avec le réalisateur Masa (Supersonic). Le clip de la chanson Dramatic Letter To Conscience est significativement diffusé sur MTV dans les Baltiques et c'est à cet instant que le groupe se popularise et est nommé d'un MTV EMA  au MTV Europe Music Award 2007 dans la catégorie New Sounds of Europe.
Au printemps 2008, les Bedwetters jouent pour Good Charlotte et Avril Lavigne à Tallinn,,, et passent l'été à tourner dans les Baltiques jouant notamment aux côtés de Franz Ferdinand, Reamonn, et Justice. En été 2008, Bedwetters signent au label suédois I Can Hear Music (TMC Entertainment) et travaillent sur un premier album. Petter Lantz (ex-Lambretta) est choisi pour la production, et le groupe commence à écrire ses nouvelles chansons en mi-2008. Ils entrent en studio en décembre et terminent les enregistrements en début janvier 2009. Meet the Fucking Bedwetters est publié en Estonie et à l'international (iTunes) le 20 avril 2009.
Le clip du premier single, Long.Some.Distance, issu de l'album, est réalisé par Henrik Hanson. En 2009 et 2010, Bedwetters tourne dans les Baltiques, jouant dans des festivals comme le Positivus, Be2gether, Fonofest, Baltic Beach Party, Reiu Rock et le Rock Nights avec Moby, Pete Doherty, Sinead o'Connor, Polarkreis 18, The Rasmus, et ATB. Le 16 août 2010, Radio 2 en Estonie, Radio 101 en Lettonie, Opus3 en Lituanie, et Radio Afera en Pologne, diffusent le single Hayley. Le groupe se sépare en 2013.

## Membres
- Joosep Järvesaar - chant
- Karl-Kristjan Kingi - batterie, chant
- Rauno Kutti - guitare, chant
- Mihkel Mõttus - guitare, chant
- Kaspar Koppel - guitare basse